# Charles C. Mann
Pour les articles homonymes, voir Mann.
Charles C. Mann, né en 1955, est un journaliste américain principalement connu pour son livre 1491 : Nouvelles Révélations sur les Amériques avant Christophe Colomb.

## Ouvrages
Il est principalement connu pour son livre sur l'Amérique précolombienne intitulé 1491 : Nouvelles Révélations sur les Amériques avant Christophe Colomb pour lequel il remporte le National Academies Communication Award en 2006. Selon Nicolas Journet dans Sciences Humaines, « L’essai de Charles C. Mann est un précieux état des lieux de la recherche sur le Nouveau Monde. » Pour Le Monde diplomatique, « ce livre démonte de façon remarquable les thèses et les légendes généralement admises sur les Amériques d’avant Colomb. Faisant de ce continent une étendue vierge, peuplée de « sauvages » à l’état de nature, ces légendes servirent aux Européens à justifier leur prétendue mission ».

### en anglais
- avec Robert P. Crease, The Second Creation : Makers of the Revolution in 20th-Century Physics, Macmillan, 1986 (ISBN 978-1-125-79998-7)
- avec Mark L. Plummer, The Aspirin Wars : The Aspirin Wars: Money, Medicine, and 100 Years of Rampant Competition, Harvard Business School, 1991, 420 p. (ISBN 978-0-394-57894-1)
- avec Mark L. Plummer, Noah's Choice : The Future of Endangered Species, Knopf, 1995, 302 p. (ISBN 978-0-394-57894-1)
- avec David H. Freedman, @ Large : The Strange Case of the World's Biggest Internet Invasion, Touchstone, 1998, 320 p. (ISBN 978-0-684-83558-7)
- 1491 : New Revelations of the Americas Before Columbus, Knopf, 2005, 480 p. (ISBN 978-1-4000-4006-3)
- 1493 : Uncovering the New World Columbus Created, Knopf, 2011, 560 p. (ISBN 978-0-307-26572-2)

### en français
- 1491 : Nouvelles révélations sur les Amériques avant Christophe Colomb [« 1491: New Revelations of the Americas Before Columbus »] (trad. de l'anglais), Paris, Albin Michel, 2007, 471 p. (ISBN 978-2-226-17592-2)
- La montée des eaux (trad. de l'anglais), Paris, Allia, 2009, 64 p. (ISBN 978-2-84485-313-4)
- 1493 : Comment la découverte de l'Amérique a transformé le monde [« 1493: Uncovering the New World Columbus Created »] (trad. de l'anglais), Paris, Albin Michel, 2013, 480 p. (ISBN 978-2-226-24533-5)